# Pi Coronae Borealis
Pi Coronae Borealis (π CrB / 9 Coronae Borealis) es una estrella en la constelación de la Corona Boreal de magnitud aparente +5,58.
Se encuentra a 243 años luz del sistema solar.

## Características
Pi Coronae Borealis es una gigante amarillo-anaranjada de tipo espectral G9III.
Tiene una temperatura efectiva de 4667 K y una luminosidad 39 veces superior a la luminosidad solar.
Sus características son parecidas a las de Altais (δ Draconis), ι Geminorum o β Leonis Minoris, todas ellas gigantes G9.
Pi Coronae Borealis exhibe una metalicidad más baja que la del Sol ([Fe/H] = -0,15).
En cuanto a su tamaño, su diámetro —calculado a partir de modelos teóricos— es 10 veces más grande que el del Sol; por otra parte, al considerar la medida indirecta de su diámetro angular en banda J, 1,08 milisegundos de arco, se obtiene un tamaño ligeramente inferior de 9 diámetros solares.
Gira sobre sí misma con una velocidad de rotación proyectada de 3,5 km/s.
Tiene una edad estimada de 4990 ± 2710 millones de años y, como la mayor parte de las estrellas de nuestro entorno, es una estrella del disco fino.